# LZ127 Graf Zeppelin

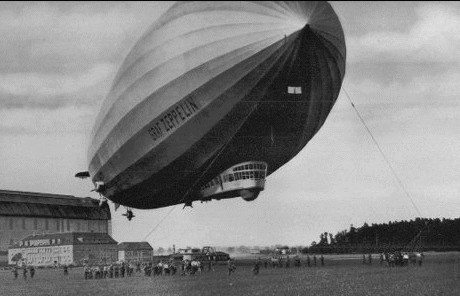
De Graf Zeppelin, het meest gebruikte luchtschip in de geschiedenis

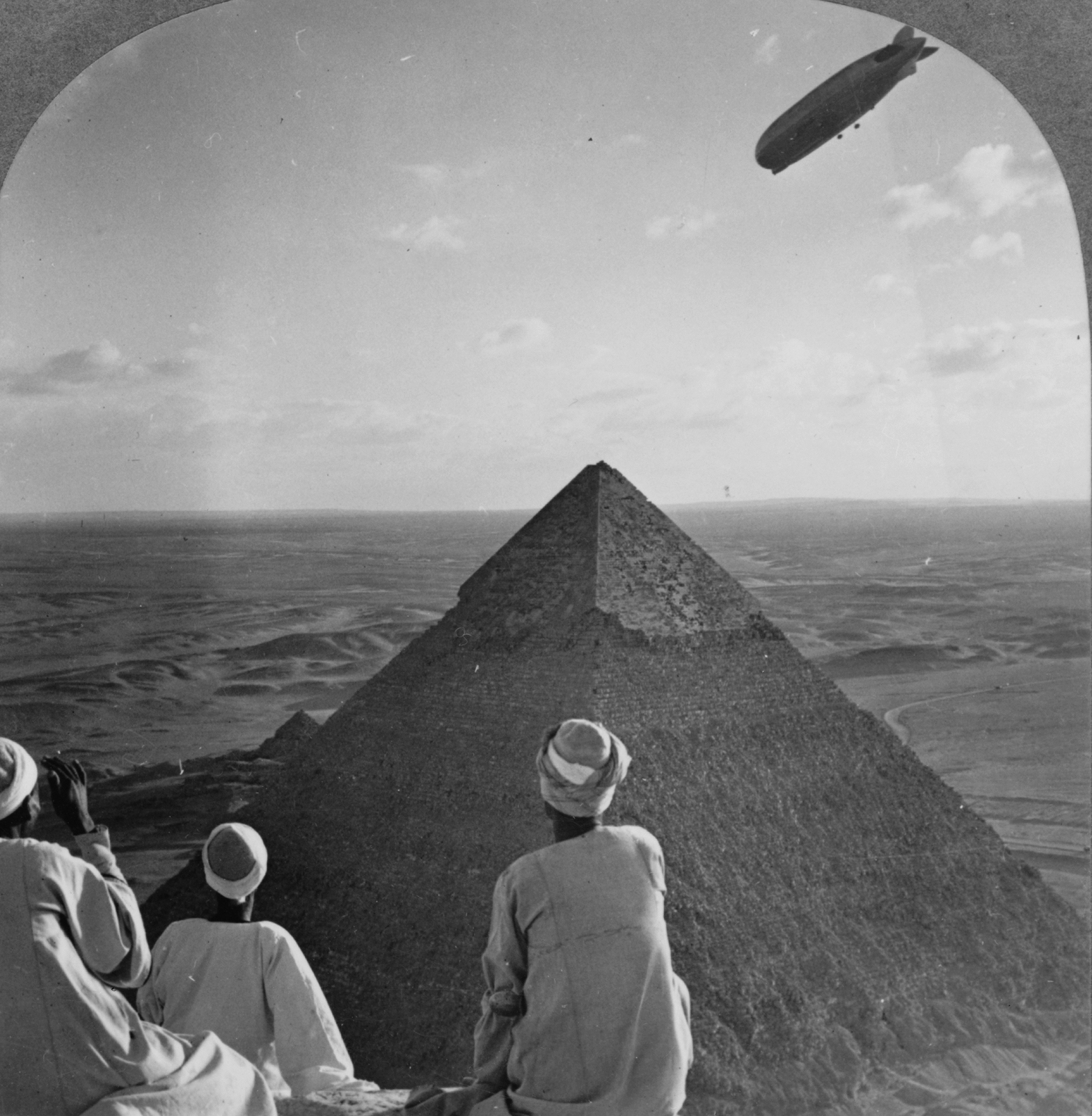
Boven de piramide van Chefren, 1931

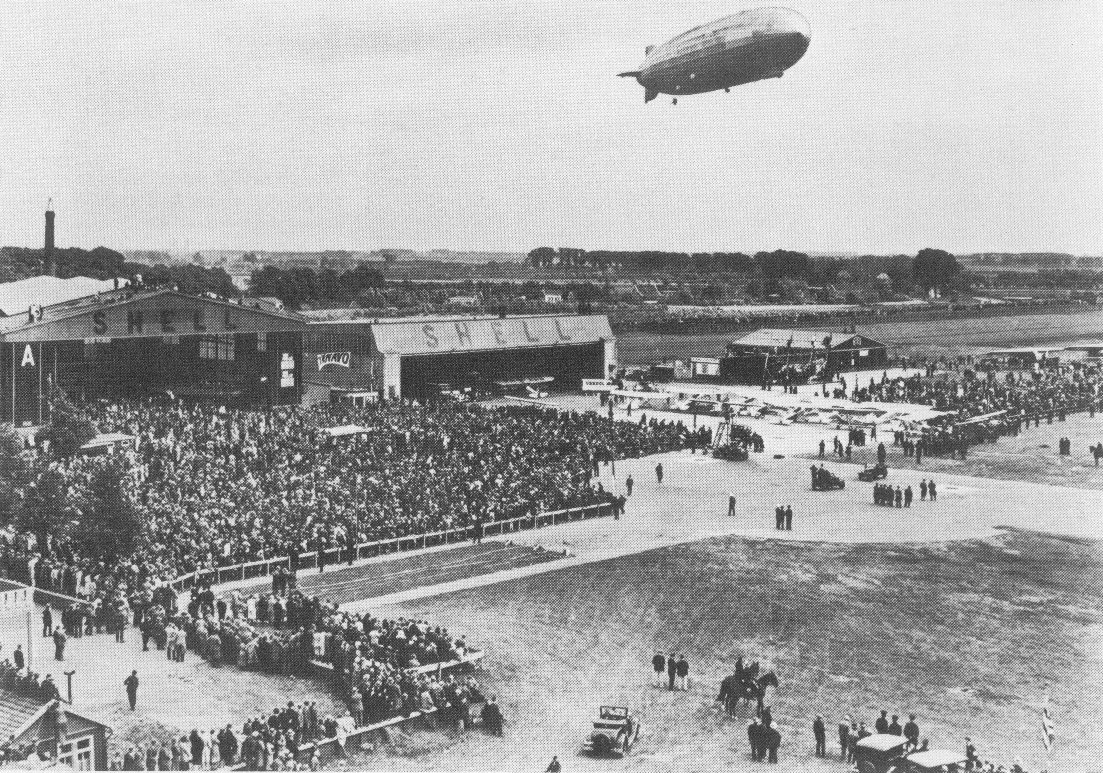
De Graf Zeppelin op Vliegveld Waalhaven, 18 juni 1932

De Graf Zeppelin was een grote zeppelin, gebruikt in het begin van de 20e eeuw, die genoemd was naar graaf Ferdinand von Zeppelin, de ontwikkelaar van de zeppelin, die in 1917 was overleden.

## Inleiding
De LZ127 werd gebouwd op de werf van Luftschiffbau Zeppelin GmbH in Friedrichshafen. Het schip was 236,6 meter lang, had een diameter van 30,5 meter en een volume van 105 000 m³. Toen het op 18 september 1928 zijn eerste vlucht maakte, was het de grootste zeppelin ooit gebouwd.
Het schip werd aangedreven door vijf Maybach-Ottomotoren V 2 van elk 390 kW (530 pk) die een kruissnelheid van ongeveer 115 kilometer per uur mogelijk maakten tegen een actieradius van ongeveer 12 000 kilometer. De motoren konden zowel op benzine als op blaugas draaien.

## Doel van de Graf Zeppelin
Oorspronkelijk was de LZ127 bedoeld voor experimenten en demonstraties, om de weg vrij te maken voor regelmatig zeppelinvervoer, maar hij vervoerde ook passagiers en poststukken om de kosten te dekken. In oktober 1928 reisde het schip op zijn eerste langeafstandsreis naar Lakehurst, New Jersey, waar de bemanning feestelijk onthaald werd. De Graf Zeppelin bezocht later verschillende plaatsen in Duitsland, Italië, Palestina en Spanje. Een tweede reis naar de Verenigde Staten werd afgeblazen in Frankrijk door een storing in de motoren in mei 1929.

## Vluchten
In augustus 1929 vertrok de LZ127 voor een tocht rond de aarde. De groeiende populariteit van de 'reus van de lucht' zorgde ervoor dat Zeppelins bedrijfschef Hugo Eckener geen moeite had om sponsors te vinden. Een van deze sponsors was de Amerikaanse persgigant William Randolph Hearst, die vroeg om de ronde te starten in Lakehurst. Vanaf daar vloog de Graf Zeppelin naar Friedrichshafen, dan naar Tokio, Los Angeles en terug naar Lakehurst. Aan boord was ook de Britse journaliste Grace Hay Drummond-Hay, de eerste vrouw die op een dergelijke wijze rond de wereld reisde. Na 21 dagen, 5 uur en 31 minuten kwam de zeppelin aan. Inclusief de reis van Friedrichshafen naar Lakehurst en terug had hij 49 618 km afgelegd. 
Op 13 oktober 1929 maakte de zeppelin een tocht boven Nederland met 23 Nederlandse passagiers aan boord. Vanuit de werf in Friedrichshafen kwam de zeppelin bij Delfzijl het Nederlandse luchtruim binnen, waarna de vlucht ging over diverse steden, waaronder Leeuwarden, Arnhem, Breda, Leiden, Amsterdam en Utrecht. Boven Schiphol werd een postzak afgeworpen.
In het volgende jaar ondernam de Graf Zeppelin enkele reizen rond Europa. Na een succesvolle reis naar en door Zuid-Amerika in mei 1930 werd besloten om de eerste regelmatige trans-Atlantische luchtlijn te openen tussen Frankfurt en Rio de Janeiro. Ondanks het begin van de Grote Depressie en concurrentie van de snellere vliegtuigen transporteerde de LZ127 steeds meer passagiers. Er zijn in totaal 64 retourvluchten gemaakt van Duitsland naar Brazilië. De zeppelin bereikte in juli 1931 de Noordpool, wat indertijd een droom van Zeppelin was geweest, die hij twintig jaar eerder door de oorlog niet had kunnen realiseren.
Eckener wilde het succesvolle schip aanvullen met een tweede, gelijkaardig schip, maar de ramp met de Britse R101 in 1931 zorgde ervoor dat het Zeppelinbedrijf de veiligheid van schepen gevuld met waterstof opnieuw onderzocht. Er werd een luchtschip ontworpen, de LZ129 Hindenburg, dat met helium gevuld zou worden. Duitsland kon echter door het handelsembargo van de Verenigde Staten niet aan voldoende helium geraken, en het schip werd na extra veiligheidsaanpassingen uiteindelijk toch gevuld met waterstof.

## Na de Hindenburgramp
Nadat de Hindenburg in mei 1937 was verongelukt, daalde het geloof in de veiligheid van de zeppelins tot een minimum en de bouwer kon nog maar moeilijk aan klanten komen. Een maand na de ramp werd de LZ127 uit de vaart gehaald en omgebouwd tot een museum. Het einde van de Graf Zeppelin kwam met het uitbreken van de Tweede Wereldoorlog. In maart 1940 besloot Hermann Göring om de resterende zeppelins te slopen en het aluminium te gebruiken in de oorlogsindustrie.